# 율러 허미스

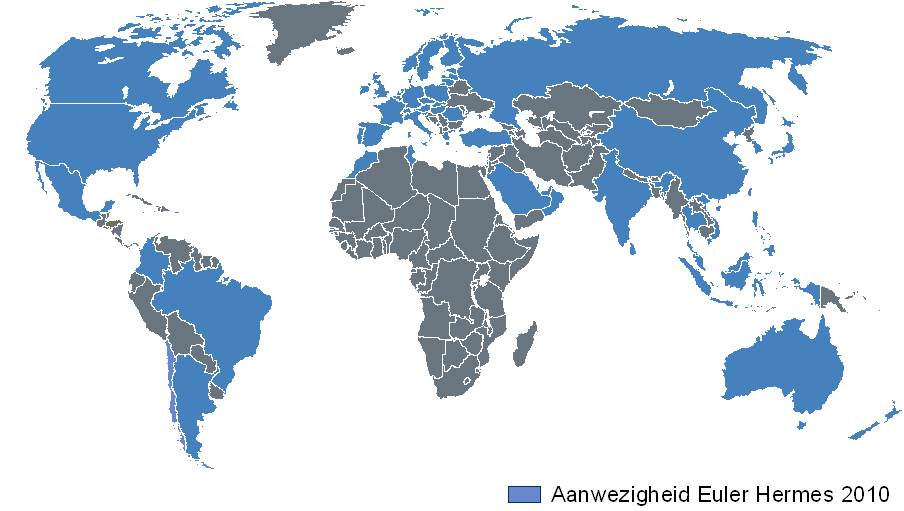

율러 허미스(프랑스어: Euler Hermes 욀레르 에르메스[*], 유로넥스트: ELE)은 1893년에 설립된 세계에서 가장 오래되고 규모가 큰 프랑스의 신용 보험 회사이다. 2001년 프랑스의 율러(Euler)와 독일의 허미스(Hermes)가 합병하였고, 그것을 기회로 삼아 미국과 유럽 전역으로 활동 영역을 넓히고 영향력을 증대하였다.